# Semirossia patagonica
Semirossia patagonica — вид мелких прибрежных головоногих моллюсков из семейства сепиолид (Sepiolidae). Обитают в юго-западной части Атлантического океана и юго-восточной части Тихого океана. Вид встречается в южной части Южной Америки и был зарегистрирован в водах Чили, залива Анегада, Огненной Земли, Аргентины и Фолклендских островов. Длина мантии типового образца 21 мм. Типовой экземпляр был собран в Патагонии, Аргентина, и хранится в Музее естественной истории в Лондоне. Встречаются в умеренных водах на глубине 13—350 м. Безвредны для человека и не являются объектом промысла.